# Hans Bernhard Beus
Hans Bernhard Beus (* 1949 in Hamm) ist ein deutscher Jurist. Er war von 10. Dezember 2007 bis 4. Februar 2010 Beauftragter der Bundesregierung für Informationstechnik. Von 2008 bis Februar 2010 war er Staatssekretär im Bundesministerium des Innern (BMI), von Februar 2010 bis Ende 2013 Staatssekretär im Bundesministerium der Finanzen (BMF).

## Ausbildung und Beruf
Er studierte Rechtswissenschaften in Marburg und Tübingen. Seine Promotion mit dem Titel Rechtsprobleme bei der Ausgestaltung der Raumordnung und Landesplanung als Entwicklungsplanung an der Westfälischen Wilhelms-Universität in Münster schloss er 1977 ab. Ab 1977 arbeitete er in der Finanzverwaltung des Landes Nordrhein-Westfalen, ab 1979 als Referent im Bundesministerium des Innern. Hier blieb er bis 2004 und stieg in der Zeit bis zum Abteilungsleiter auf. Von 2004 bis 2006 arbeitete er als Leiter der Zentralabteilung im Bundespräsidialamt, anschließend kehrte er für kurze Zeit als Staatssekretär in das Bundesinnenministerium zurück, bevor er 2007 zur Schwangerschaftsvertretung als Staatssekretär in das Bundeskanzleramt wechselte. 2008 wechselte Beus zurück in das BMI. Er war dort für Grundsatzfragen, Europa und internationale Entwicklungen, den Öffentlichen Dienst, Verwaltungsmodernisierung, Sport, Staats-, Verfassungs- und Verwaltungsrecht zuständig. In seiner Funktion als Beauftragter der Bundesregierung für Informationstechnik (ernannt auf dem 2.  Nationalen IT-Gipfel) führte Beus den Vorsitz der IT-Steuerungsgruppe des Bundes und des Rates der IT-Beauftragten der Bundesministerien. Auf persönlichen Wunsch von Bundesminister Wolfgang Schäuble wechselte Beus im Februar 2010 vom BMI in das BMF, wo er als Staatssekretär für die Zentral-, die Steuerabteilung sowie die Abteilung Privatisierungen, Beteiligungen und Bundesimmobilien zuständig war. Außerdem gehörte er dem Aufsichtsrat der  Deutschen Bahn AG und der  Deutschen Telekom AG an. Sein Nachfolger im BMF wurde Johannes Geismann.